# Åskbollen (film)
Åskbollen (originaltitel: Thunderball)  är en brittisk actionfilm från 1965. Det är den fjärde James Bond-filmen producerad av EON Productions.

## Titeln
Såväl originaltiteln som den svenska titeln syftar på namnet på en del av en kärnvapenexplosion.[källa behövs]

## Handling
M beordrar James Bond att åka till ett spa, för att komma i bättre form. Men Bond upptäcker genast oegentligheter där, i form av personer som försvinner. 
Under tiden har terroristgruppen S.P.E.C.T.R.E. lyckats stjäla två atombomber från en Avro Vulcan, och håller hela världen som gisslan. Alla 00:or kallas in. Bond blir skickad till Bahamas där pilotens syster Domino finns. Hon är också älskarinna till Largo, S.P.E.C.T.R.E.:s andreman direkt under Ernst Stavro Blofeld. Bond inser snart att det är på Bahamas bomberna finns tills det blir dags att spränga dem, och sätter igång att försöka få Domino på sin sida.

## Rollista
| Sean Connery     | – James Bond                                 |
| Claudine Auger   | – Dominique "Domino" Derval                  |
| Adolfo Celi      | – Emilio Largo och SPECTRE #2                |
| Luciana Paluzzi  | – Fiona Volpe                                |
| Rik Van Nutter   | – Felix Leiter                               |
| Bernard Lee      | – M                                          |
| Desmond Llewelyn | – Q                                          |
| Lois Maxwell     | – Miss Moneypenny                            |
| Guy Doleman      | – Count Lippe                                |
| Molly Peters     | – Patricia Fearing                           |
| Martine Beswick  | – Paula Caplan                               |
| Earl Cameron     | – Pinder                                     |
| Paul Stassino    | – Major Francois Derval & Angelo Palazzi     |
| Rose Alba        | – Madame Boitier                             |
| Philip Locke     | – Vargas, Largos personlige assistent        |
| Anthony Dawson   | – Ernst Stavro Blofeld (röst: Eric Pohlmann) |

Rik van Nutter som spelar Felix Leiter var egentligen kontrakterad för ytterligare två filmer men då man i efterhand insåg att Leiter inte passade in i handlingen på Man lever bara två gånger och I hennes majestäts hemliga tjänst blev det ändå inga fler framträdanden för honom i någon Bondfilm.

## Produktion

### Förproduktion
De två första Bondfilmerna Agent 007 med rätt att döda och Agent 007 ser rött hade redan varit stora framgångar på bio och följdes av den ännu större succén Goldfinger. Det var därför inga svårigheter att få loss pengar från United Artists till EON Productions. Filmbolaget visste nu att man hade ett guldägg i Bondfilmerna. Åskbollen kostade 7 miljoner dollar, varav en halv miljon utgjordes av Sean Connerys gage. Första Bondfilmen var en lågbudgetproduktion på endast 1 miljon dollar.
Filmen är också den enda Bondfilmen där varken Harry Saltzman eller någon i Broccolifamiljen (Albert Broccoli avled 1996) varit huvudansvariga för produktionen. Det var istället Kevin McClory som var producent, Broccoli/Saltzman fanns emellertid i bakgrunden. EON productions producerade i vanlig ordning filmen som distribuerades av United Artists.

### Filminspelningen
Inspelningen gjordes på flera platser, främst Miami och Bahamas.
Flera scener spelades som vanligt för Bondfilmerna in på Pinewood studios utanför London, England. 
I det stora "undervattenslaget" i slutet av filmen mellan amerikanska attackdykare och Largos mannar deltog 45 dykare framför kameran, medan 32 man skötte själva filmandet.
Åskbollen var första (och enda) gången man fick se hela S.P.E.C.T.R.E:s ledning i sammanträde. Blofeld själv sitter bakom en skärm så man ser inte hans ansikte.

### Efterproduktion
Filmen klipptes av Peter Hunt.
Förtexterna till filmen filmades av Maurice Binder.

## Musik

### Sånger
Titelmelodin skrevs av John Barry och Don Black.
Filmens ledmotiv Thunderball framfördes av Tom Jones. Han har uppgett att sångens sista utdragna ton fick honom att närmast svimma.

### Soundtrack
Resten av soundtracket skrevs av John Barry.

#### Originalversion
1. "Thunderball (Main Title)" – Tom Jones
2. "Chateau Flight"
3. "The Spa"
4. "Switching the Body"
5. "The Bomb"
6. "Cafe Martinique"
7. "Thunderball (Instrumental)"
8. "Death of Fiona"
9. "Bond Below Disco Volante"
10. "Search for the Vulcan"
11. "007"
12. "Mr. Kiss Kiss Bang Bang"[4]

#### Remastrad version
1. "Thunderball (Main Title)" – Tom Jones
2. "Chateau Flight"
3. "The Spa"
4. "Switching the Body"
5. "The Bomb"
6. "Cafe Martinique"
7. "Thunderball (Instrumental)"
8. "Death of Fiona"
9. "Bond Below Disco Volante"
10. "Search for the Vulcan"
11. "007"
12. "Mr. Kiss Kiss Bang Bang"
13. "Gunbarrel/Traction Table/Gassing the Plane/Car Chase"
14. "Bond Meets Domino /Shark Tank/Lights out for Paula/For King and Country"
15. "Street Chase"
16. "Finding the Plane/Underwater Ballet/Bond with SPECTRE Frogmen/Leiter to the Rescue/Bond Joins Underwater Battle"
17. "Underwater Mayhem/Death of Largo/End Titles"
18. "Mr. Kiss Kiss Bang Bang (Mono Version)"

## Mottagande
United Artists behövde inte ångra den stora budgeten. Åskbollen blev en ännu större succé än de tre tidigare Bondfilmerna och hela världen drabbades av agentfeber. Åskbollen spelade in 141 miljoner dollar (en oerhörd summa år 1965) och räknar man in inflationen till dagens penningvärde är det den största Bondsuccén någonsin. 141 miljoner dollar 1965 motsvarar nästan 1 miljard dollar idag – som jämförelse spelade Star Wars episod III in ca 880 miljoner dollar. Bara i USA såldes drygt 58 miljoner biljetter – 1965 hade USA knappt 200 milj invånare. Filmen vann en Oscar för bästa specialeffekter vid Oscarsgalan 1966.
Filmen hade svensk premiär 17 december 1965 på biograferna Rigoletto, Rival och Riverside i Stockholm.

## Krånglet med rättigheterna

### Filmen Åskbollen
Filmens manus bygger på boken Åskbollen av Ian Fleming, efter en idé av Kevin McClory, Jack Wittingham och Ian Fleming. När Kevin McClory fick rättigheterna att göra film på boken Åskbollen försökte han att sätta igång inspelningen. Han lyckades inte förrän Harry Saltzman och Albert R. Broccoli föreslog att de skulle göra Åskbollen till den fjärde Bond-filmen 1963. För filmen användes Richard Maibaums manus från 1961, när filmen var tänkt att göras som första Bond-film, med lättare revideringar av John Hopkins. Därför fick Broccoli inte fullt erkännande som producent – den enda gången under hans livstid. Som gentjänst gick McClory med på att inte göra någon mer inspelning på Åskbollen-materialet inom tio år.
1977, när tio år hade gått, gick McClory ihop med Sean Connery för att skriva ett helt nytt Bond-äventyr, och det gick rykten om namn som Warhead 8, Warhead, eller James Bond of the Secret Service, och att Connery inte skulle ha spelat Bond. Projektet lades på is när EON Productions stämde McClory. McClory och Connery hörde då talas om detaljer ur den kommande filmen Älskade spion, som från början hade SPECTRE och Ernst Stavro Blofeld som skurkar. Efter påtryckningar ändrades historien till att handla om en fristående organisation med Karl Stromberg som ledare.

### Never Say Never Again
Under 1980-talet sålde McClory rättigheterna att göra en Bond-film på Åskbollen-materialet till Jack Schwartzman, som blev en nyckelfigur för att finansiera det som senare blev Never Say Never Again. Han anställde dessutom Lorenzo Semple Jr för att skriva manuset. 1983 kom så Never Say Never Again med Sean Connery som Bond (efter 12 års uppehåll). Samma år kom Octopussy, med Roger Moore som Bond. Det blev ett stort PR-krig när det avslöjades att premiärerna nästan krockade. Till slut kom de dock ut med flera månader emellan.

### Efter Never Say Never Again
På 1990-talet gick McClory ihop med Sony Pictures för att göra en tredje film på Åskbollen, eventuellt med Liam Neeson eller Timothy Dalton som Bond. MGM och EON Productions stämde dem och förhindrade alla sådana projekt, och Sony har senare avstått från alla rättigheter till vidare Bond-filmer. 2005 köpte dock Sonys koncern upp MGM, och eftersom MGM fick distributionsrätten till Never Say Never Again från Warner Brothers 1997, äger nu Sony den.
Kevin McClory fortsatte sin stämningsansökan mot Danjaq (som äger EON Productions), United Artists och MGM, fram till 2001 när han förlorade. 